# Карнали
Карнали е една от 14-те зони на Непал. Зоната е с население от 309 084 жители (2001 г.), а площта ѝ е 21 351 кв. км. Карнали е разделена административно на 5 области. Намира се в часова зона UTC+5:45.